# Nevado del Huila
Le Nevado del Huila est un volcan de Colombie situé dans le département de Huila, dans la cordillère des Andes. Avec une altitude comprise entre 5 364 et 5 750 mètres, il est le volcan actif le plus haut de Colombie.

## Géographie
Le Nevado del Huila est situé dans le Sud-Ouest de la Colombie, entre l'Ouest du département de Huila et l'Est du département de Cauca, non loin de celui de Tolima au nord. Il est inclus dans le parc national du Nevado del Huila qui se trouve dans la cordillère Centrale.
Le volcan se présente sous la forme d'une montagne allongée orientée dans le sens nord-sud de seize kilomètres de longueur pour onze kilomètres de largeur soit une superficie de 170 km2. Culminant à 5 364, 5 365, 5 390 ou 5 750  mètres d'altitude au Pico Central, il est le volcan actif le plus élevé de Colombie. Son sommet recouvert par une calotte glaciaire est constitué d'une caldeira de dix kilomètres de diamètre ainsi que de quatre cônes volcaniques : le Pico Norte, le Pico la Cresta, le Pico Central et le Pico Sur et de deux dômes de lave, ces formations les plus anciennes étant les plus méridionales.
Ce volcan gris émet des laves andésitiques et dacitiques résulte de la construction de deux édifices volcaniques superposés : le pré-Huila et le Huila, ce dernier ayant connu deux phases éruptives majeures, le Huila ancien et le Huila actuel.

## Histoire

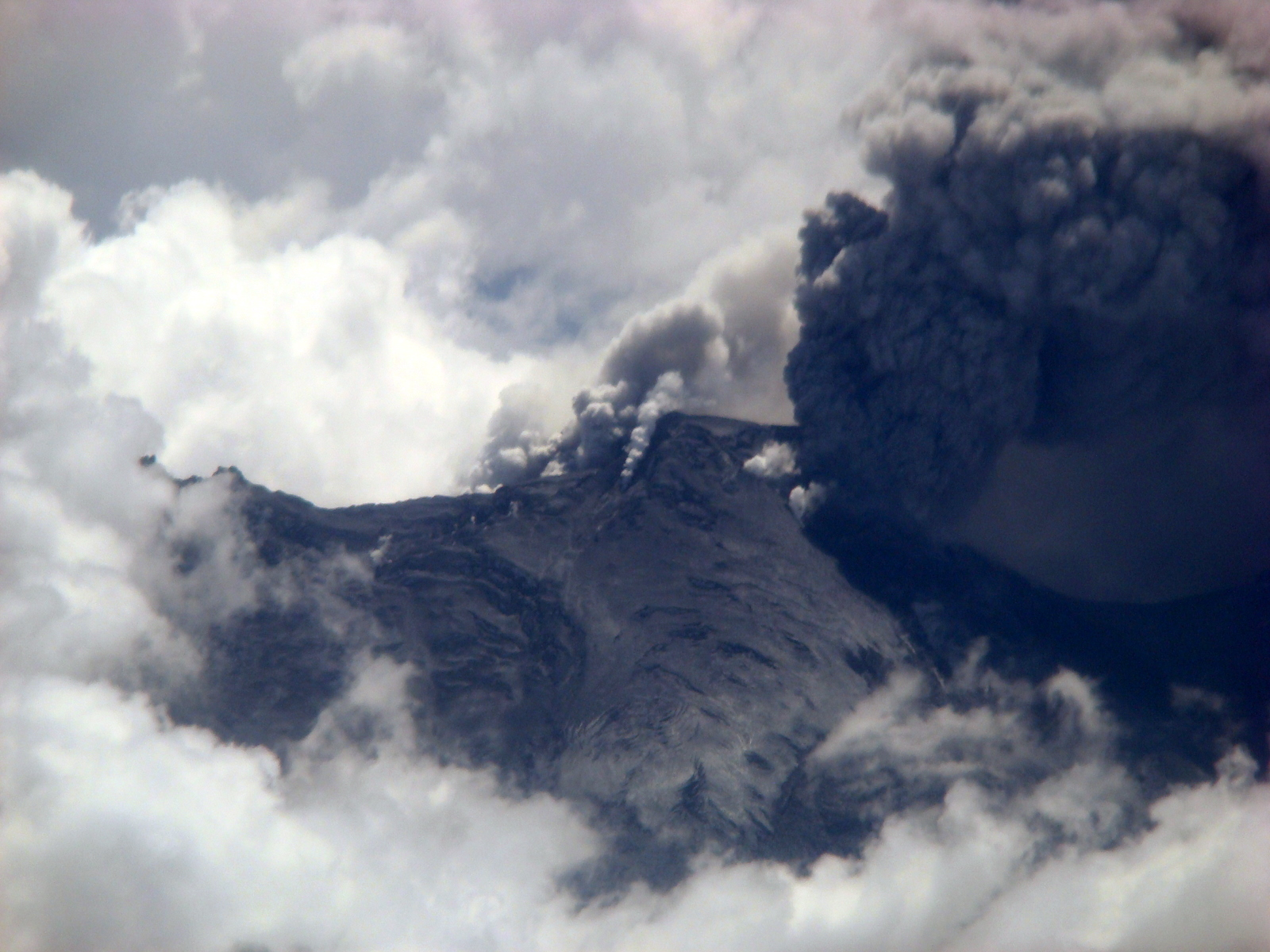
Panache volcanique s'élevant au-dessus du Nevado del Huila et recouvrant son glacier sommital de cendres le 23 octobre 2009.

La première éruption reportée sur le Nevado del Huila remonte au milieu du XVIe siècle lorsque des explosions s'y produisent. Le volcan connait ensuite une période de repos de près de 500 ans qui se termine par l'éruption du 19 février au 28 mai 2008. Des explosions d'indice d'explosivité volcanique de 3 se produisent au sommet du volcan d'où s'échappe une colonne éruptive. La chaleur dégagée par la lave émise fait partiellement fondre la calotte glaciaire qui recouvre le volcan, entrainant la formation de lahars qui obligent les populations menacées en contrebas d'évacuer temporairement leur lieu de vie qui subiront des dommages.
Après des mois de regain d'activité fumerollienne au sommet du volcan, une nouvelle éruption début le 21 novembre 2008. Les zones les plus exposées sont immédiatement évacuées forçant 12 000 personnes à quitter leur foyer ce qui n'empêche pas la mort de dix personnes le 23 lorsque des avalanches de débris dévalent les pentes du volcan en causant des dégâts dans les municipalités de Paicol, La Plata et Páez ainsi que dans la vallée de la rivière Paez,.